# 箱形眶鋸雀鯛
箱形眶鋸雀鯛（學名：Stegastes arcifrons），為輻鰭魚綱雀鯛科眶鋸雀鯛屬下的一個種，分布於東太平洋哥斯大黎加以及科科斯群島、馬爾佩洛群島和加拉巴哥群島海域，深度1至20公尺，本魚體呈橢圓形而側扁，吻短而鈍圓。口中型，具頜齒，小而呈圓錐狀，眶下骨裸出，下緣具鋸齒，前鰓蓋骨後緣具鋸齒，下鰓蓋骨後緣無鋸齒，體被櫛鱗，魚鱗邊緣黑色形成網狀紋，頭部及身體深褐色，嘴唇、腹鰭、尾部、臀鰭及背鰭軟條部後端黃色，眼睛虹膜藍色，背鰭硬棘12枚、背鰭軟條15-16枚、臀鰭硬棘2枚、臀鰭軟條12-13枚，體長可達13公分，棲息在珊瑚礁及岩礁，屬雜食性，以藻類、小型甲殼類等為食，具有領域性，繁殖期時成對出現，雄魚會守護卵直到孵化，生活習性不明。